# Robert Ier de Béthune
Pour les articles homonymes, voir Robert Ier.
Ne doit pas être confondu avec Robert de Béthune.
Robert Ier de Béthune, surnommé « Faiseux » né en 970 et mort en 1037, seigneur de Béthune, de Richebourg et de Carency est selon certains généalogistes l'auteur de la maison éteinte de Béthune, de noblesse chevaleresque. Cette hypothèse est contestée par les auteurs contemporains qui indiquent que la famille de Béthune n'a une filiation prouvée d'une manière certaine que depuis Guillaume de Béthune, chevalier, mort avant 1243.
Avoué et protecteur de l'Abbaye de Saint Vaast d'Arras, il s'intitule dans diverses chartes "Seigneur de Béthune par la grâce de Dieu", et faisait battre monnaie.
André Duchesne estime qu'il était issu des comtes d'Artois. 
Il eut de sa femme, dont on ignore le nom :
- Robert II de Béthune (mort en 1075)
- Baudouin Ier de Béthune, seigneur de Carency (cité dans une charte de 1033)